# Chrom(III)-chromat
Chrom(III)-chromat ist eine chemische Verbindung aus der Gruppe der Chromate (ein Salz der Chromsäure). Es tritt häufig auch als Hexahydrat Cr2(CrO4)3·6H2O auf.

## Eigenschaften
Chrom(III)-chromat ist ein starkes Oxidationsmittel.

## Verwendung
Chrom(III)-chromat kann zur Herstellung von Chrom(IV)-oxid und zur Beschichtung von Metallen verwendet werden.

## Sicherheitshinweise und gesetzliche Regelungen
Chrom(III)-chromat ist brandfördernd. Es wurde im Dezember 2011 aufgrund seiner Einstufung als krebserzeugend (Carc. 1B) in die Kandidatenliste der besonders besorgniserregenden Stoffe (Substance of very high concern, SVHC) aufgenommen. Im August 2014 wurde Chrom(III)-chromat danach in das Verzeichnis der zulassungspflichtigen Stoffe mit dem Ablauftermin für die Verwendung in der EU zum 22. Januar 2019 aufgenommen. Als Chrom(VI)-Verbindung unterliegt Chrom(III)-chromat außerdem den Beschränkungen im Anhang XVII, Nummer 47 und 72 der REACH-Verordnung (in Deutschland umgesetzt durch die Chemikalien-Verbotsverordnung).